# Edessa

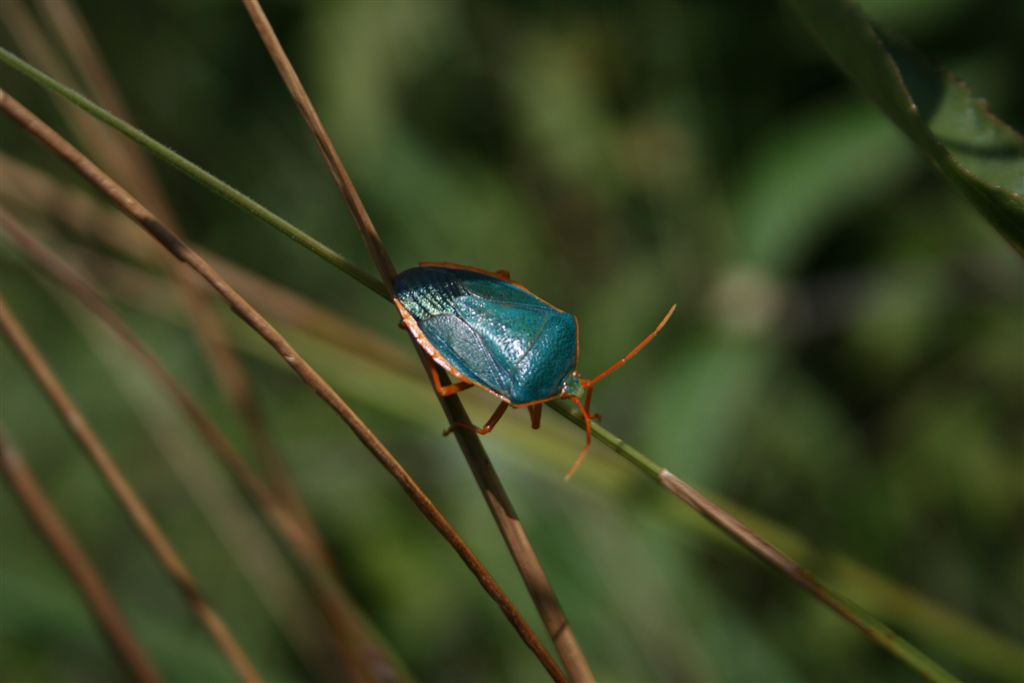
Edessa rufomarginata

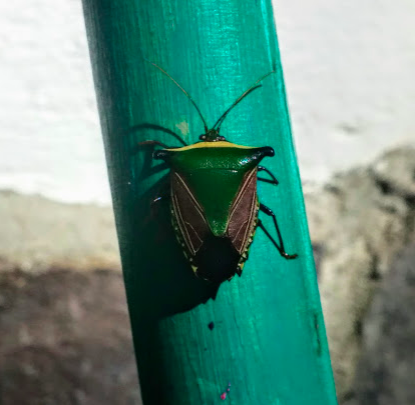
Edessa pictiventris

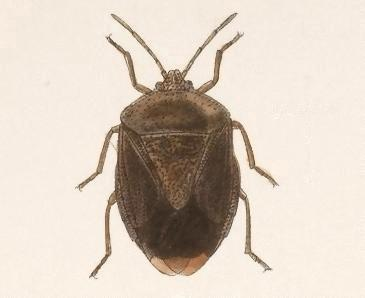
Edessa abdominalis

Edessa (лат.) — род клопов-щитников (Pentatomidae, Edessinae). Северная и Южная Америка.

## Описание
Род Edessa был описан датским энтомологом Иоганном Фабрицием (1803) и включал виды, характеризующиеся дорсально плоской головой, у которой края округлые и едва выемчатые, первый сегмент рострума вставлен в буккулы. В дальнейшем рамки рода не были чётко отграничены.
Род относят к подсемейству Edessinae, в которое включают виды размером 6—25 мм, обычно зелёные или тёмно-зелёные дорсально и желтоватые или коричневатые вентрально с тёмными полосами на межсегментарных участках и заметным метастернальным отростком, выемчатым сзади и спереди, не противопоставленным мезостернальному отростку.
Диагноз номинативного подрода Edessa: дорсальная поверхность обычно от зелёного до коричневого цвета; брюшная поверхность жёлтая до красновато-коричневой, но всегда светлее спинной; пронотум с вогнутым переднебоковым краем; плечевые углы конические; несколько развиты и выступают, разного размера; вершина округлая или слабо заострённая (никогда не острая), блестящая, гладкая или шагренированная, с небольшим количеством точек; низ одноцветный с переднеспинкой, жёлтый, красновато-коричневый или чёрный.

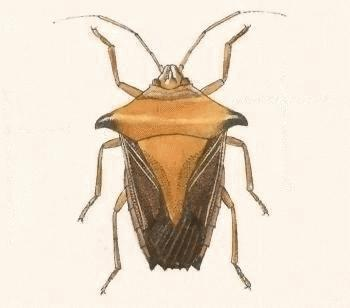
Edessa nigrospina
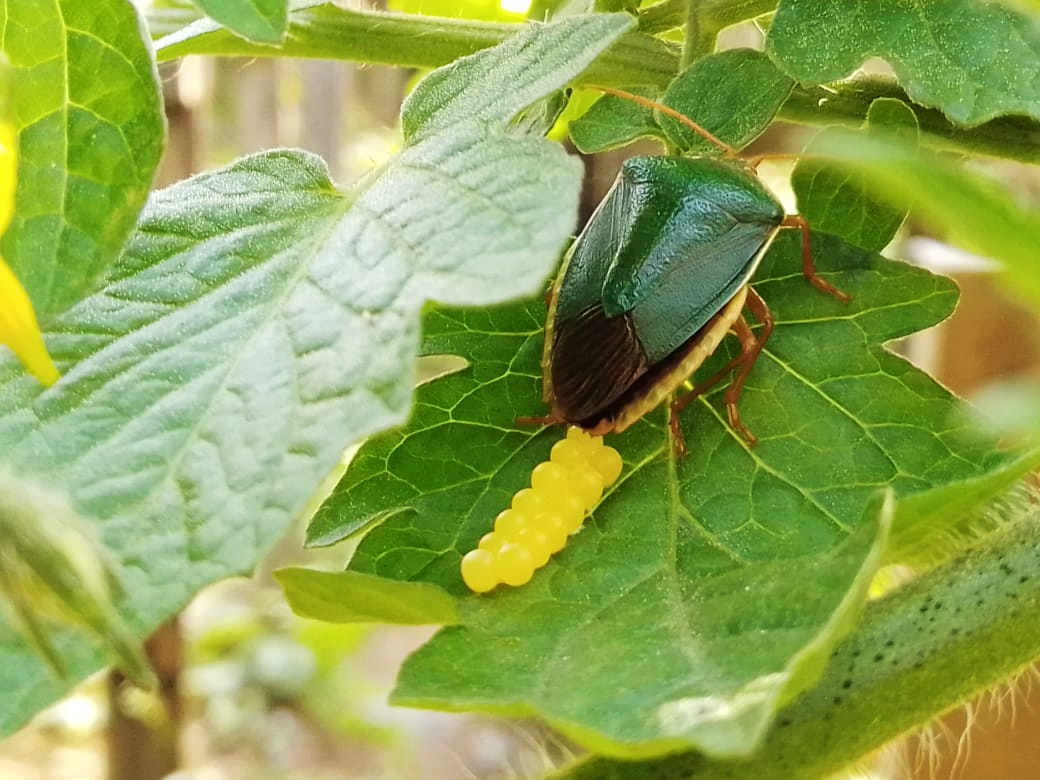
Edessa rufomarginata и кладка яиц
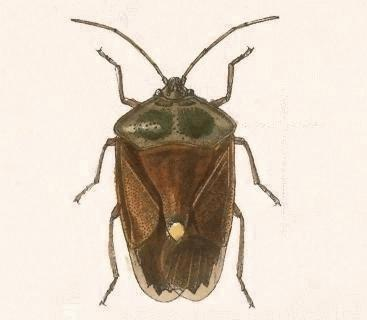
Edessa pudica

## Классификация
Крупный род, включает около 250 видов. Иоганн Фабриций выделил род в 1803 году и включил в него 43 вида, но не выделил тип, как это было принято в то время. Спустя более 200 лет и после нескольких важных таксономических работ род Edessa все ещё не имеет чёткого определения и служит «складом» видов. Эта сложная ситуация привела к описанию большого числа видов (более 200), и крайне затрудняет идентификацию видов этого рода. И только в 2017 году был указан типовой вид: Cimex antilope Fabricius, 1798. В подсемействе Edessinae род Edessa имеет наибольшее количество номенклатурных и таксономических проблем, связанных, в основном, с большим количеством плохо описанных видов и большим числом новых видов. Род Edessa изучался по небольшим группам видов — либо неформальным морфологическим группам внутри рода, либо формальным подродам. Крупная группа Edessa sexdens включает 74 вида, из которых 51 были описаны в 2023 году. Крупная фауна представлена в Коста-Рике — 65 видов.
- Edessa abdominalis Erichson, 1848 g
- Edessa affinis Dallas, 1851 g
- Edessa amazonica Fernandes & van Doesburg, 2000 g
- Edessa angusticlada g
- Edessa antilope Fabricius, 1803 g[2]
- Edessa bella Fernandes & Silva, 2015[3]
- Edessa bifida (Say, 1832) i c g b
- Edessa bilunulata Breddin, 1901 g
- Edessa bituberculata Bitar, Mendonça & Fernandes, 2023[7]
- Edessa bivenulata Bitar, Mendonça & Fernandes, 2023[7]
- Edessa brasiliensis Ely e Silva, Fernandes & Grazia, 2006[8] g
- Edessa bruneolineata Fernandes & Correia, 2015[3]
- Edessa brunneofasciata Campos, Nunes, Bitar & Fernandes, 2020[9]
- Edessa bryoviridis Campos, Nunes, Bitar & Fernandes, 2020[9]
- Edessa bubala (Lepeletier de Saint Fargeau & Audinet-Serville, 1825) g
- Edessa castaneolineata Ely e Silva, Fernandes & Grazia, 2006 g
- Edessa cerradensis Ely e Silva, Fernandes & Grazia, 2006
- Edessa cervus (Fabricius, 1787) i c g[10]
- Edessa chapadensis Ely e Silva, Fernandes & Grazia, 2006
- Edessa costaricensis Silva & Fernandes, 2012 z
- Edessa curvata Fernandes & Nunes, 2015[3]
- Edessa dolichocera (Lichtenstein, 1795) g[11]
- Edessa dolosa Breddin, 1907 g
- Edessa elongatispina g
- Edessa enargocelida Bitar, Mendonça & Fernandes, 2023[7]
- Edessa eucnema g
- Edessa exigusternata g
- Edessa flavinervis Stål, 1872 g
- Edessa florida Barber, 1935 i c g b
- Edessa fuscolimbata Bitar, Mendonça & Fernandes, 2023[7]
- Edessa fuscopunctata Bitar, Mendonça & Fernandes, 2023[7]
- Edessa godmani Distant, 1881 g
- Edessa graziae Fernandes & Silva, 2021[12]
- Edessa guyanensis Fernandes & van Doesburg, 2000 g
- Edessa helix Erichson, 1848 z
- Edessa helvoalata Bitar, Mendonça & Fernandes, 2023[7]
- Edessa holochlorata Bitar, Mendonça & Fernandes, 2023[7]
- Edessa inclyta Walker, 1868 g
- Edessa infulata Breddin, 1904 g
- Edessa irrorata Dallas, 1851 g
- Edessa jugalis Breddin, 1907 g
- Edessa jugata (Westwood, 1837) g
- Edessa laticornis Stål, 1872 g
- Edessa lewisi Fernandes & Silva, 2015[3]
- Edessa lineata Westwood, 1837 g
- Edessa lineigera Bergroth, 1891 g
- Edessa luteomaculata Santos & Fernandes g
- Edessa meditabunda (Fabricius, 1794) g
- Edessa melacantha Dallas, 1851 g
- Edessa metallica g
- Edessa metata Distant, 1890 g
- Edessa miniata Westwood, 1837 g
- Edessa nigridorsata Santos & Fernandes g
- Edessa nigriventris Santos & Fernandes g
- Edessa nigroangulata Fernandes & Silva, 2015[3]
- Edessa osae Fernandes & Nunes, 2015[3]
- Edessa oxcarti Fernandes & Correia, 2015[3]
- Edessa oxyacantha Breddin, 1904 g
- Edessa pallidoangulata Fernandes & Nunes, 2015[3]
- Edessa picticornis Stål, 1872 g
- Edessa pictiventris Stål, 1872 z
- Edessa praecellens Stål, 1862 g
- Edessa preclara g
- Edessa pudibunda Stål, 1862 g
- Edessa punctata Santos & Fernandes g
- Edessa puravida Fernandes & Correia, 2015[3]
- Edessa rufipes (Fallou, 1888) g
- Edessa rufomarginata (De Geer, 1773) g
- Edessa rugulata g
- Edessa satrapa Breddin, 1901 g
- Edessa scutellata Herrich-Schäffer, 1840 g
- Edessa splendens g
- Edessa stolida (Linnaeus, 1758) g
- Edessa trabeata Burmeister, 1835 g
- Edessa trabecula Breddin, 1907 g
- Edessa translucida Campos, Nunes, Bitar & Fernandes, 2020[9]
- Edessa ura Erichson, 1848 g
- Edessa virididorsata Silva, Fernandes & Grazia 2006 g
- Edessa viridula g
- Edessa vitula (Fabricius, 1803) g
- другие виды[1]

Источники: i = ITIS, c = Catalogue of Life, g = GBIF, b = Bugguide.net z = Zootaxa